# Saint-Raphaël (arrondissement)
Saint-Raphaël (Haïtiaans-Creools: Sen Rafayèl) is een arrondissement van het Haïtiaanse departement Nord, met 170.000 inwoners inwoners. De postcodes van dit arrondissement beginnen met het getal 14.
Het arrondissement Saint-Raphaël bestaat uit de volgende gemeenten:
- Saint-Raphaël (hoofdplaats van het arrondissement)
- Dondon
- Ranquitte
- Pignon
- La Victoire